# Leopardvanda
Leopdardvanda (Vanda tricolor) är en orkidé som beskrevs av John Lindley. Arten ingår i släktet Vanda och familjen orkidéer. Växten förekommer från Java till Små Sundaöarna.
Arten delas in i två underarter:
- V. t. suavis
- V. t. tricolor

## Bildgalleri

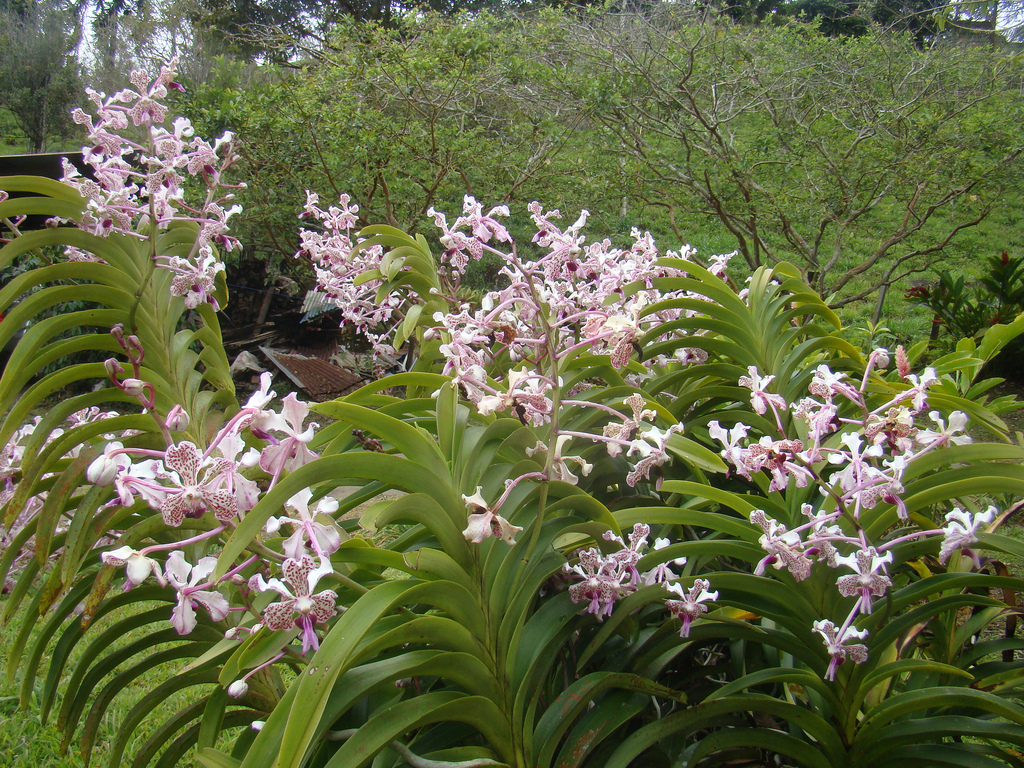
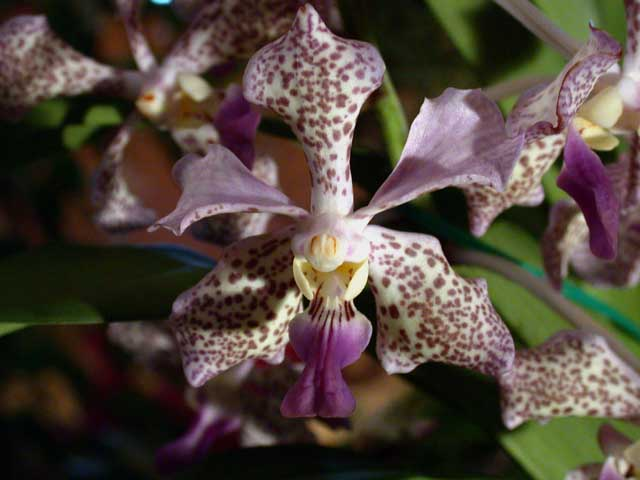
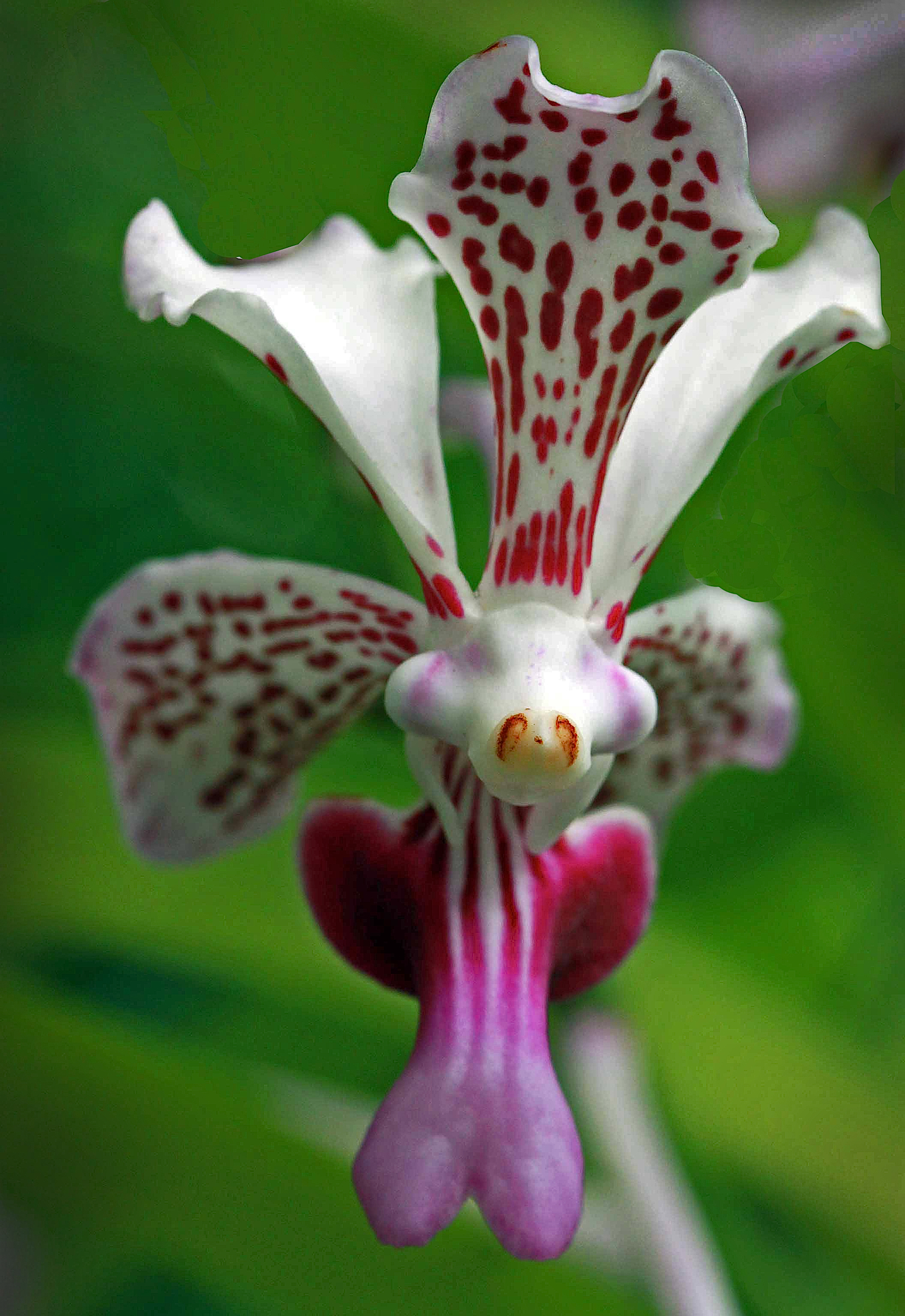